# Abdulla Al-Marri
Abdulla Ali Al-Marri (Arabisch: عبد الله علي المري) (1992) is een Qatarees voetbalscheidsrechter. Hij is in dienst van FIFA en AFC sinds 2012. Ook leidt hij wedstrijden in de Qatar Stars League.
Op 16 oktober 2018 leidde Al-Marri zijn eerste interland, toen Oman met 0–0 gelijkspeelde tegen Ecuador in een vriendschappelijke wedstrijd. Tijdens deze wedstrijd toonde de Qatarese scheidsrechter aan een speler van beide teams een gele kaart.
In mei 2022 werd hij gekozen als een van de videoscheidsrechters die actief zouden zijn op het WK 2022 in Qatar.

## Interlands
| Datum            | Plaats         | Wedstrijd         | Uitslag | Competitie           | Kreeg geel | Kreeg voor de tweede keer geel en dus rood | Weggestuurd |
| ---------------- | -------------- | ----------------- | ------- | -------------------- | ---------- | ------------------------------------------ | ----------- |
| 16 oktober 2018  | Doha, Qatar    | Oman – Ecuador    | 0 – 0   | Vriendschappelijk    | 2          | 0                                          | 0           |
| 8 januari 2019   | Doha, Qatar    | Zweden – Finland  | 0 – 1   | Vriendschappelijk    | 1          | 0                                          | 0           |
| 15 januari 2019  | Doha, Qatar    | IJsland – Estland | 0 – 0   | Vriendschappelijk    | 1          | 0                                          | 0           |
| 21 november 2023 | Hanoi, Vietnam | Vietnam – Irak    | 0 – 1   | WK 2026 kwalificatie | 6          | 0                                          | 0           |

Laatst bijgewerkt op 27 november 2024.